# Гилёвский сельсовет (Локтевский район)
Гилёвский сельсовет — муниципальное образование со статусом сельского поселения и административно-территориальное образование в Локтевском районе Алтайского края России. Административный центр — село Гилёво.

## Демография
По результатам Всероссийской переписи населения 2010 года, численность населения муниципального образования составила 1211 человек, в том числе 558 мужчин и 653 женщины. Оценка Росстата на 1 января 2012 года — 1123 человека.

## Населённые пункты
В состав сельского поселения входит один населённый пункт — село Гилёво.